# راميرو نافارو
راميرو نافارو (بالإسبانية: Ramiro Navarro)‏ هو لاعب كرة قدم مكسيكي في مركز الهجوم، ولد في 25 مايو 1943 في Tepatitlán ‏ في المكسيك، وتوفي في 26 مارس 2008 في مدينة مكسيكو في المكسيك. شارك مع منتخب المكسيك لكرة القدم. أما مع النوادي، فقد لعب مع نادي أمريكا ونادي أورو ونادي غوادالاخارا ونادي نيكاكسا.

## وصلات خارجية
- راميرو نافارو على موقع الاتحاد الدولي (مؤرشف)  (الإنجليزية)
- راميرو نافارو على موقع قاعدة بيانات كرة القدم.إي يو (الإنجليزية)
- راميرو نافارو على موقع ناشيونال فوتبول تيمز (الإنجليزية)
- راميرو نافارو على موقع Soccerway.com (الإنجليزية)